# Зимовий Трикутник

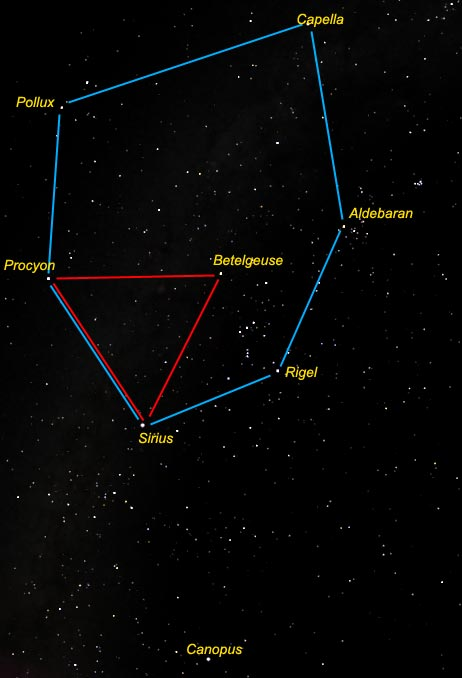
Зимовий трикутник (показаний червоним кольором)

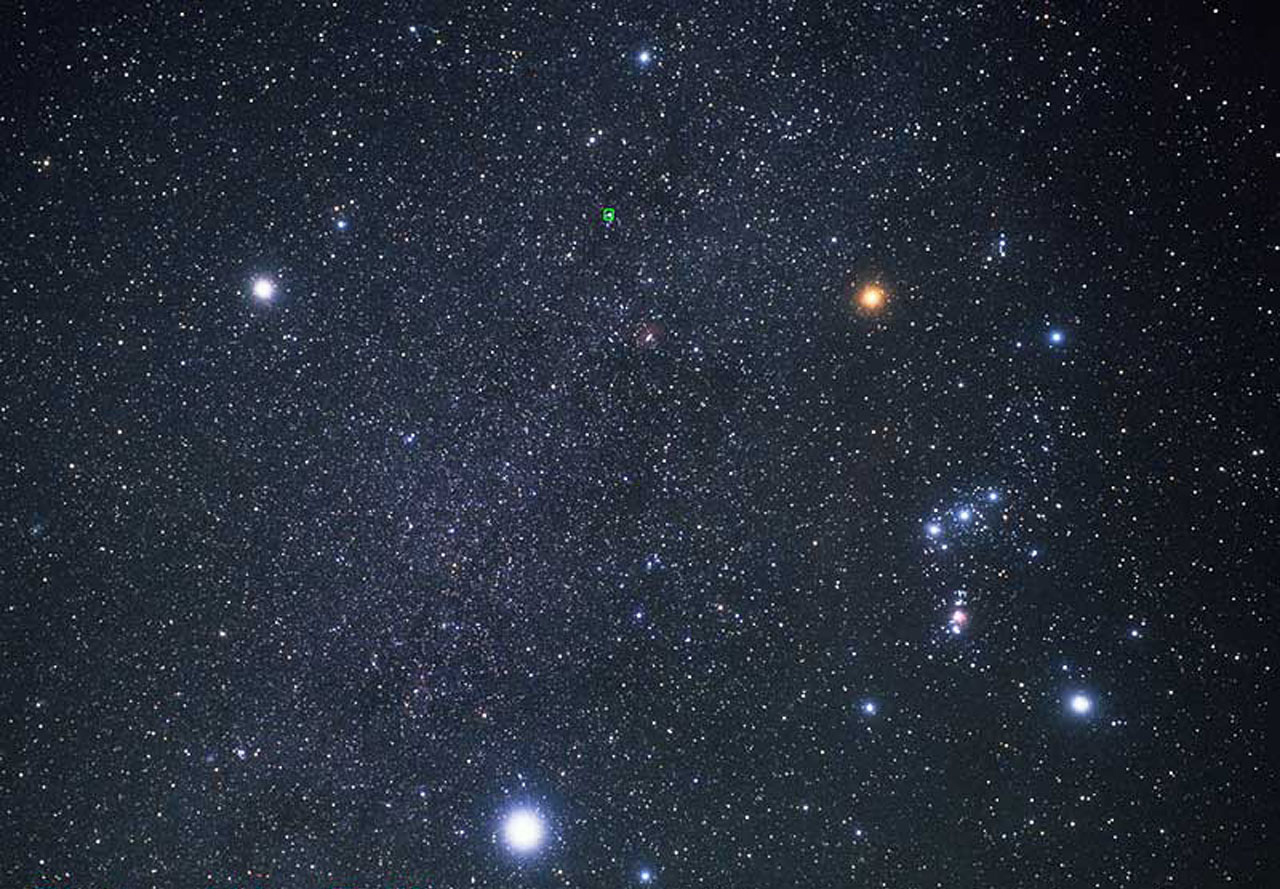

Зимовий Трикутник — астеризм в екваторіальній частині неба. У Північній півкулі краще всього спостерігається взимку, а також всю осінь під ранок і ранньою весною. Складається з яскравих зірок — Сіріус (α Великого Пса, −1,46m), Проціон (α Малого Пса, 0,38m), Бетельгейзе (α Оріона, 0,5m).